# Maus Gatsonides

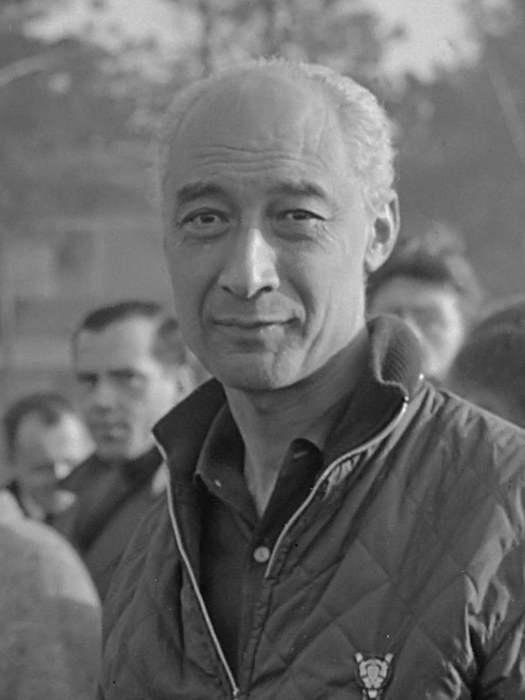
Maus Gatsonides (1964)

Maurice (Maus) Gatsonides (Gombong, 14 februari 1911 – Heemstede, 29 november 1998) was een Nederlands autocoureur en uitvinder.
Gatsonides werd geboren op het eiland Java in het toenmalig Nederlands-Indië als zoon van Maurits Gatsonides en Leonora van der Spil. Zijn vader was assistent-resident op Java. Gatsonides volgde in Nederland de HBS, en wilde militair vlieger worden. Hij werd hiervoor afgekeurd omdat hij door een ongeluk in zijn jeugd een vingerkootje miste.

## Levensloop

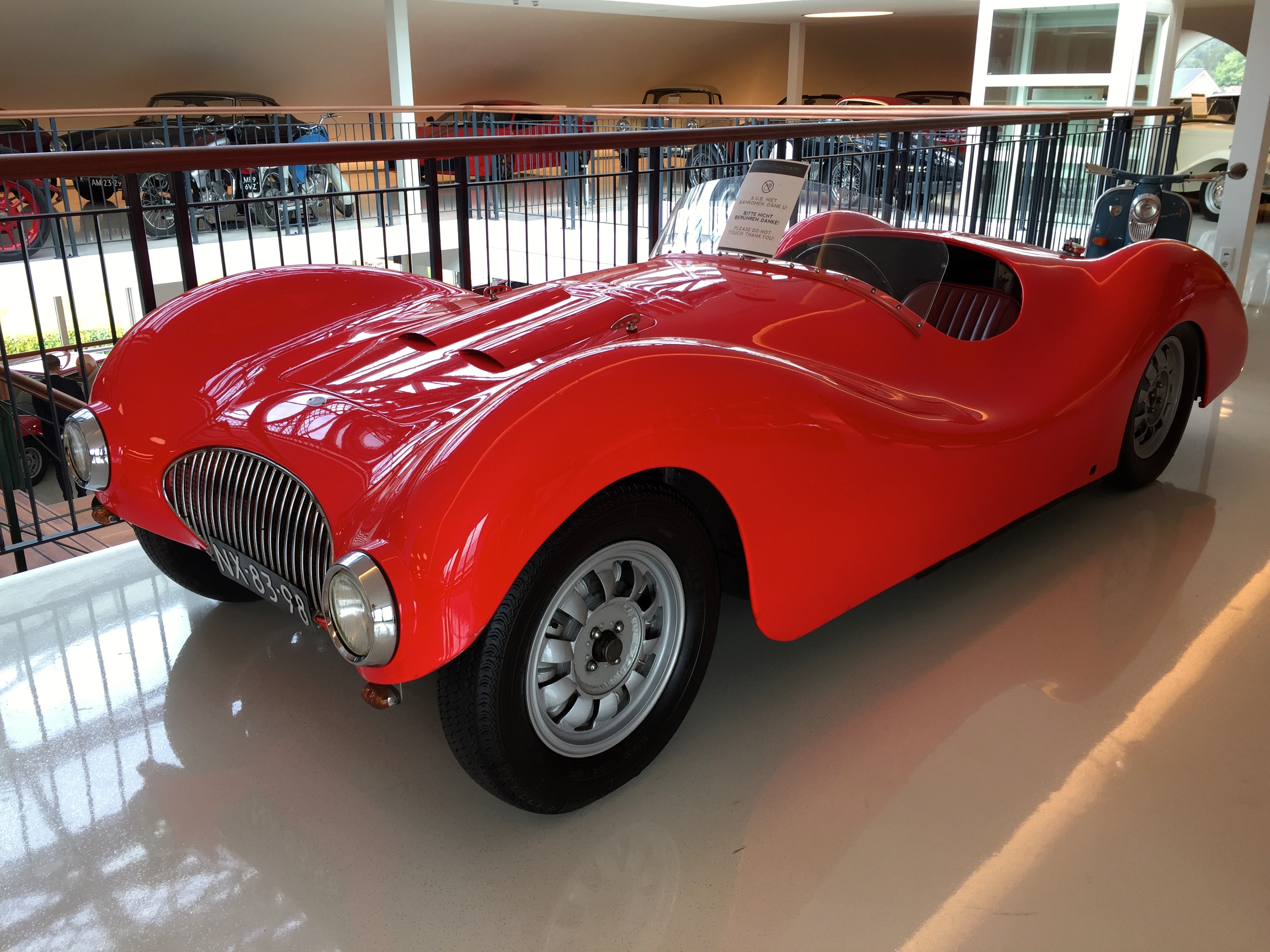
Gatso 1500 Sport, "Platje"

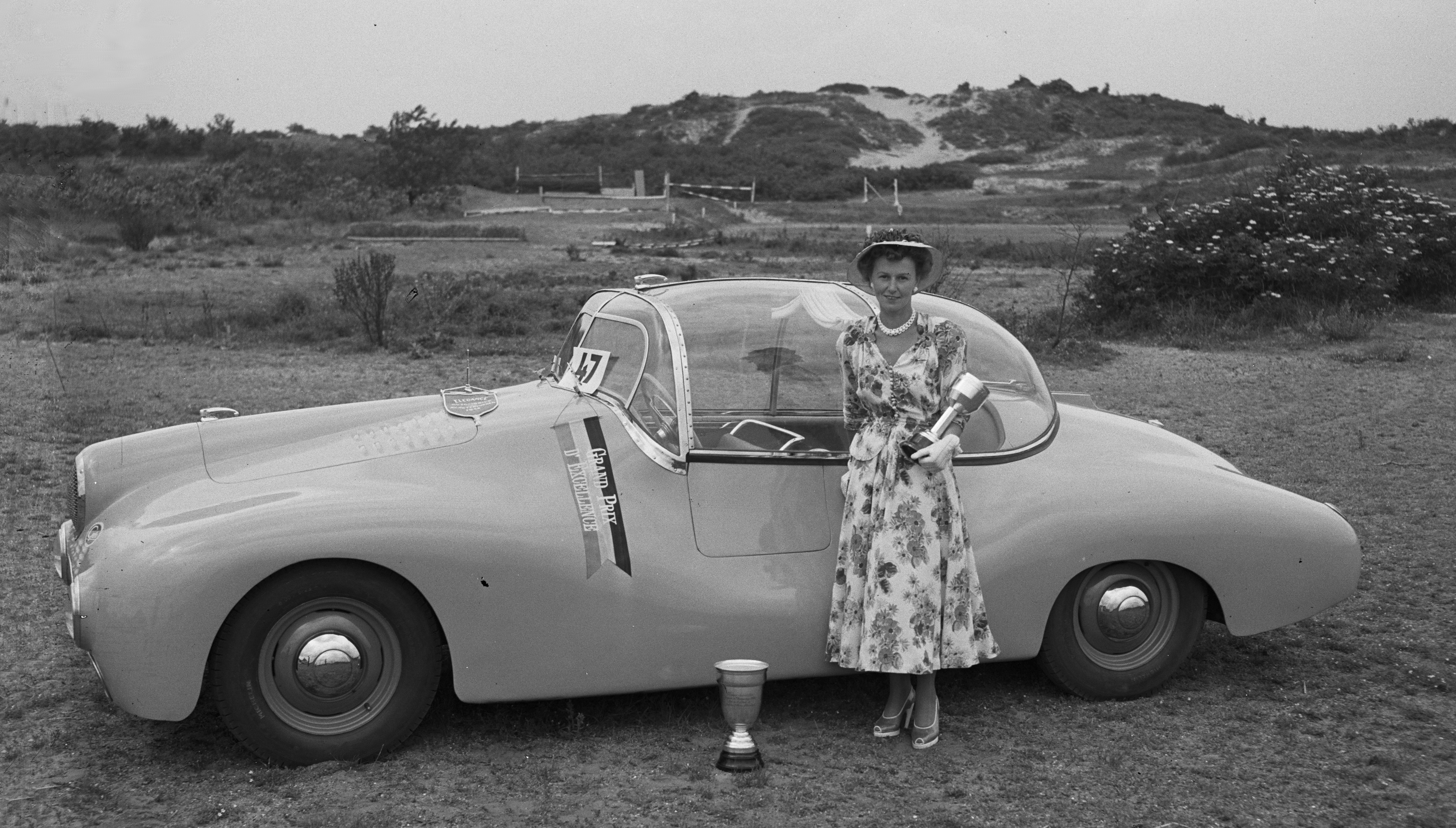
Mevrouw Gatsonides met de gewonnen Prix d'Excellence in Brussel (1948)

Hij werd daarna technicus bij de KLM, maar na een reeks ongevallen in 1935 met toestellen van de KLM begon hij een garagebedrijf te Heemstede. Dit ging failliet en in 1938 kwam hij in dienst bij Ford Nederland. Tijdens de Tweede Wereldoorlog ontwikkelde hij turfgasgeneratoren waarmee hij bekendheid verwierf.
Na de oorlog begon hij opnieuw een autobedrijf te Heemstede. Gatsonides ging nu ook auto's bouwen, aanvankelijk onder de naam Gatford, maar na protesten van Ford onder de naam Gatso. Hij bood vier modellen aan, waarvan er in totaal acht à tien stuks zijn vervaardigd. Één exemplaar is bewaard gebleven, de op een FIAT-chassis gebouwde Platje. In 1950 ging het autobedrijf opnieuw failliet. Gatsonides kwam nu in dienst bij Ford Engeland en werd fabrieksrallyrijder.

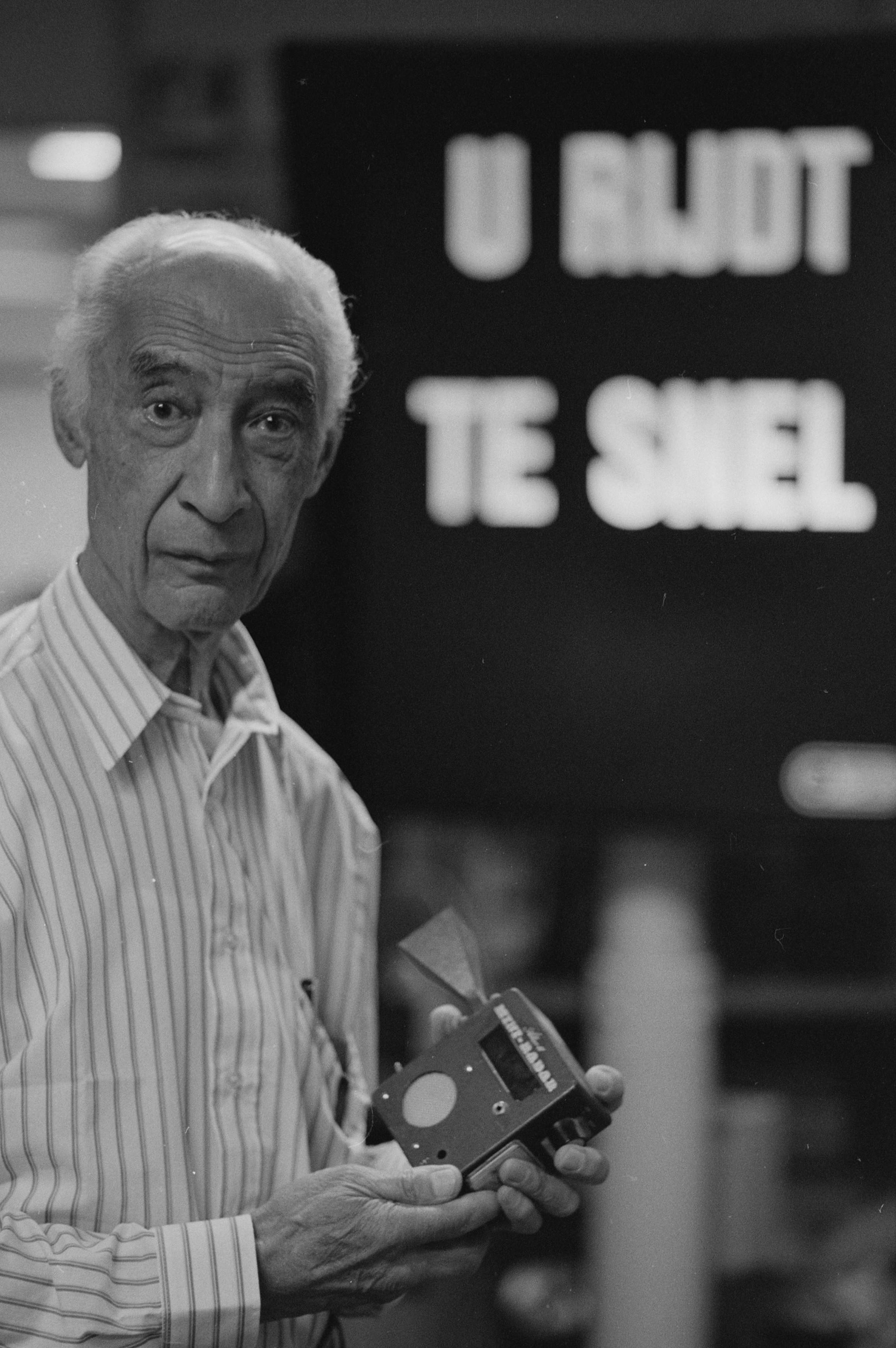
Maus Gatsonides met snelheidsmeter in 1990

Zijn meest bekende uitvinding noemde hij de gatsometer, een snelheidscamera die hij ontwikkelde om snelheden en de finish bij het racen te kunnen meten. Deze flitspalen, verkocht door zijn bedrijf Gatsometer, worden tegenwoordig wereldwijd ingezet om de verkeerveiligheid te verhogen.
Gatsonides overleed op 87-jarige leeftijd en werd gecremeerd in het crematorium Westerveld te Driehuis.

## Race-successen

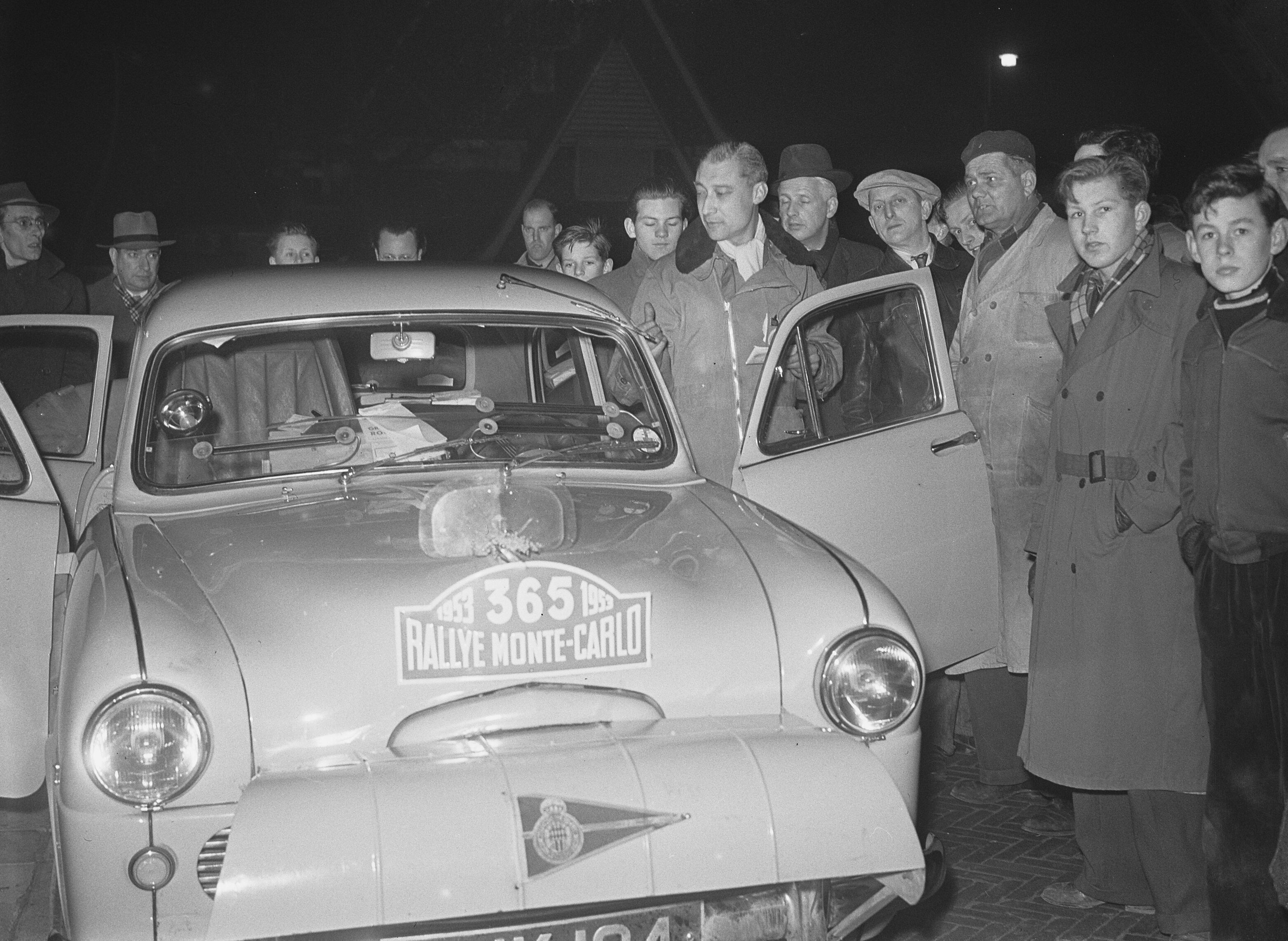
De winnende Ford Zephyr in 1953

Gatsonides won onder andere de Rally van Monte Carlo in 1953. Tijdens de regelmatigheidsrit in deze rally raakten de remmen van zijn Ford Zephyr oververhit op de afdaling van de Col de Braus. Om dit voor te zijn had Gatsonides op twee plekken handlangers geposteerd die een paar lokale boeren emmers water tegen de remmen aan lieten gooien bij het passeren. Dit was uiteraard formeel niet toegestaan. Later won Gatsonides ook de Tulpenrallye. 